# Gibles
Gibles és un municipi francès, situat al departament de Saona i Loira i a la regió de Borgonya - Franc Comtat. L'any 2007 tenia 653 habitants.

## Demografia

### Població
El 2007 la població de fet de Gibles era de 653 persones. Hi havia 285 famílies, de les quals 95 eren unipersonals (45 homes vivint sols i 50 dones vivint soles), 83 parelles sense fills, 78 parelles amb fills i 29 famílies monoparentals amb fills.
La població ha evolucionat segons el següent gràfic:
Habitants censats

### Habitatges
El 2007 hi havia 375 habitatges, 288 eren l'habitatge principal de la família, 46 eren segones residències i 41 estaven desocupats. 345 eren cases i 30 eren apartaments. Dels 288 habitatges principals, 222 estaven ocupats pels seus propietaris, 61 estaven llogats i ocupats pels llogaters i 5 estaven cedits a títol gratuït; 1 tenia una cambra, 23 en tenien dues, 41 en tenien tres, 77 en tenien quatre i 145 en tenien cinc o més. 183 habitatges disposaven pel capbaix d'una plaça de pàrquing. A 145 habitatges hi havia un automòbil i a 123 n'hi havia dos o més.

### Piràmide de població
La piràmide de població per edats i sexe el 2009 era:
| Homes | Edats   | Dones |
| ----- | ------- | ----- |
| 0     | 95 o +  | 0     |
| 0     | 90 a 94 | 4     |
| 12    | 85 a 89 | 12    |
| 0     | 80 a 84 | 8     |
| 20    | 75 a 79 | 16    |
| 24    | 70 a 74 | 12    |
| 16    | 65 a 69 | 24    |
| 28    | 60 a 64 | 24    |
| 24    | 55 a 59 | 8     |
| 16    | 50 a 54 | 28    |
| 20    | 45 a 49 | 24    |
| 32    | 40 a 44 | 8     |
| 20    | 35 a 39 | 24    |
| 4     | 30 a 34 | 16    |
| 16    | 25 a 29 | 8     |
| 28    | 20 a 24 | 0     |
| 32    | 15 a 19 | 8     |
| 20    | 10 a 14 | 16    |
| 20    | 5 a 9   | 12    |
| 16    | 0 a 4   | 0     |

## Economia
El 2007 la població en edat de treballar era de 386 persones, 277 eren actives i 109 eren inactives. De les 277 persones actives 257 estaven ocupades (147 homes i 110 dones) i 18 estaven aturades (6 homes i 12 dones). De les 109 persones inactives 43 estaven jubilades, 40 estaven estudiant i 26 estaven classificades com a «altres inactius».

### Ingressos
El 2009 a Gibles hi havia 276 unitats fiscals que integraven 651,5 persones, la mediana anual d'ingressos fiscals per persona era de 14.522 €.

### Activitats econòmiques
Dels 41 establiments que hi havia el 2007, 1 era d'una empresa alimentària, 4 d'empreses de fabricació d'altres productes industrials, 9 d'empreses de construcció, 9 d'empreses de comerç i reparació d'automòbils, 1 d'una empresa de transport, 2 d'empreses d'hostatgeria i restauració, 2 d'empreses d'informació i comunicació, 3 d'empreses financeres, 5 d'empreses de serveis, 3 d'entitats de l'administració pública i 2 d'empreses classificades com a «altres activitats de serveis».
Dels 13 establiments de servei als particulars que hi havia el 2009, 1 era una oficina de correu, 2 tallers de reparació d'automòbils i de material agrícola, 1 paleta, 1 guixaire pintor, 3 fusteries, 2 lampisteries, 1 electricista, 1 perruqueria i 1 restaurant.
Dels 4 establiments comercials que hi havia el 2009, 1 era una botiga de més de 120 m², 1 una botiga de menys de 120 m², 1 una fleca i 1 una botiga de material de revestiment de parets i terra.
L'any 2000 a Gibles hi havia 45 explotacions agrícoles que ocupaven un total de 1.566 hectàrees.

## Equipaments sanitaris i escolars
L'únic equipament sanitari que hi havia el 2009 era una farmàcia.
El 2009 hi havia 2 escoles elementals.

## Poblacions més properes
El següent diagrama mostra les poblacions més properes.